# Sleepytime Gorilla Museum
Sleepytime Gorilla Museum est un groupe de rock américain originaire d'Oakland, en Californie. Il est parfois catalogué comme un groupe de rock in Opposition. Le style du groupe est assez éloigné de la production progressive actuelle : il met peu en avant la virtuosité des musiciens, mais recherche de nouvelles formes d'expression musicale. Au sein d'un même album, de nombreux styles et ambiances peuvent être utilisés.
Malgré une diffusion confidentielle, le groupe a acquis dans la région de San Francisco la réputation de groupe culte, en raison notamment de ses performances scéniques très théâtrales et dérangeantes.
Le groupe a sorti son deuxième album studio "Of Natural History" en 2004 sur le label de Trey Spruance, Web of Mimicry. Le groupe a par la suite signé avec The End Records, sur lequel leur premier album a été réédité en 2006. En 2007, ils signent sur The End Records qui sortira leur album suivant en 2008 "In Glorious Times".
En 2011, le groupe annonce la "clôture du musée" par ce message lapidaire "As it turns out, we are being replaced". Les derniers concert ont lieu les 7, 8 et 10 avril 2011 à San Diego et Los Angeles. Un ultime album "Of the Last Human Being" est en préparation, ainsi qu'un court-métrage documentaire et qu'un DVD live.

## Membres du groupe
- Dan Rathbun 1999 - 2011
- Carla Kihlstedt 1999 - 2011
- Nils Frykdahl 1999 - 2011
- David Shamrock 1999 - 2001
- Frank Grau 2001- 2004
- Moe! Staiano 1999 - 2004
- Matthias Bossi 2004 - 2011
- Michael Mellender2005 - 2011

## Discographie

### Albums studio
- 2001 - Grand Opening and Closing (The End Records)
- 2004 - Of Natural History (Web Of Mimicry)
- 2007 - In Glorious Times (The End Records)
- 2024 - Of the Last Human Being (Avant Night)

## Autres projets des membres du groupe
- Carla : Tin Hat Trio, Two-Foot Yard, The Book of Knots, Causing A Tiger, Cosa Brava, Minamo, Now You, InkBoat dance theater company, Rabbit Rabbit Radio
- Nils : Idiot Flesh, Faun Fables, InkBoat
- Matthias : The Book of Knots, Skeleton Key, Vic Thrill, Simulacra, The Last Show On Earth, Cosa Brava, Causing A Tiger, Now you, Rabbit Rabbit Radio
- Michael : Immersion Composition Society, Japonize Elephants, The Lower Animals
- Dan : Idiot Flesh InkBoat, Producing SGM and countless others
- Moe! : Moe!kestra (massive conducted ensembles), Vacuum Tree Head
- Frank : Species Being
- David : Thin Pillow, Thinking Plague